# Kuči
Kuči su crnogorsko-brdsko pleme podijeljeno u tri oblasti: Starokuči, Novokuči (općenito: Drekalovići) i Zatrijebčani. Nalaze se na istoku Crne Gore, sjeveroistočno od Podgorice, prostire se duž granice s Albanijom. Većina stanovnika su pravoslavni kršćani i sunitski muslimani, s rimokatoličkom manjinom. 
Prevladavajuća uporaba slavenske riječi Kuč za nazive brojnih gradova, sela i zemljopisnih cjelina diljem Balkana sugerira da su plemena bila slavenskog podrijetla. Slavenska plemena koja su se doselila u regiju utjecala su na jezik, kulturu i religiju od 6. do 10. stoljeća pa nadalje.
Marko Miljanov napisao je da se Kuči i Beriša "smatraju bliskim", navodno zbog toga što su se Berišini predci doselili od Kučija; ako nisu povezani krvlju, crnogorska i albanska plemena smatrala su blizinu izvornog ili matičnog teritorija odakle je netko "došao". Stoga su Kuči bili „srodni“ Kastrati, Berishi i Klimenti jer se njihov daleki predak nekada, naoko, doselio od Kučija. Pleme Berisha i obitelj Vušović iz Velike (u Crnoj Gori) uzimaju se za srodnike. 

## Podrijetlo imena
Riječ "Kuč" uobičajeno se koristi za označavanje još nekoliko slavenskih sela, gradova i zemljopisnih lokacija poput: Kučiće (selo kod Omiša), Kučići (selo kod Trebinja), Kučine (selo u Bosni i Hercegovini), Kuče (selo u Hrvatskoj), Kučajna (selo u Srbiji), Kučin (selo u Slovačkoj), Kučer (grad u Slovačkoj), Kučaj (planina u Srbiji) i Kučevo (grad u Rumunjskoj). Stoga ime plemena najvjerojatnije potječe od slavenske riječi "Kuč" što znači malo brdo ili planina ili "Kuć", što je u Poljskoj također uobičajeno prezime (izvedeno od prezimena Kucz) i bilježeno je u Poljskoj iz 1391. godine, izveden iz poljskog jezika i riječi "kuczeć" [kucać], i / ili od starog poljskog jezika "kucza", "kuczka" [šupa, koliba]. Druga inačica, Kuc - potječe od riječi: "kucać" [na odred] i / ili od starog "kuca" [buda = šupa], ili iz njemačkog jezika i imena Kutz. Etimološki djeluju s oba izvora, ali održavaju blisko značenje po starim poljskim narječjima.
Po albanskim izvorima, ime plemena najvjerojatnije potječe od ilirsko-albanske riječi "kuq" - crveno. Istaknuti albanski povjesničar I. Ajeti objašnjava kako je albanski apelant „kuq“ na albanskom jeziku „vrsta seoske posude s dvije ručke“, dok ima druga značenja poput „dolina, zaljev, tjesnac“, tj. „mjesto smješteno u dolini koja sa stanovišta prostora odgovara loncu". Slična imena se nalaze kod nekih romaniziranih plemena u Rumunjskoj.

## Zemljopis
Neslužbeno središte je selo Ubli koje broji oko 1.500 stanovnika i u kojem se nalazi nekoliko ustanova poput dvorane za kulturu, osnovne škole "Đoko Prelević", bolnice, policijske stanice i nekadašnje tvornice tkanina. Ubli se nalaze u središnjem Kuču sa središtem i selima Prelevići, Pavićevići, Živkovići, Kostrovići itd. 
Kuči obuhvaćaju oblast sjeverozapadno od Podgorice, sa sljedećim selima: 
- Sjeverni Kuči:
  - Ubli, Medun, Orahovo, Kržanja, Kosor, Vrbica, Stravče, Fundina, Zagreda i Raći

- Južni Kuči:
  - Doljani, Murtovina, Masline, Stara Zlatica i Zlatica.
- Kučka krajina:
  - Zatrijebač, Koći, Benkaj,  Budža, Cijevna, Delaj, Korita, Mužeška, Nikmaraš, Rudine, Poprat i Stjepovo.

## Povijest

### Stari vijek
Prvi spomen Meduna, kao ilirskog naselja, datira iz razdoblja Rimskog Carstva, pod imenom “Meteon”. Tu je do 168. godine prije nove ere bilo sjedište ilirskog plemena Labeati. U njemu su Rimljani zarobili ilirskog kralja Gencija.

### Rani Srednji vijek
Prema legendi, osnivač Kuča je izvjesni Nenad, sin Gojka Mrnjačevića (1355. – 1416.). Koji je spomenut u osmanskim defterima.

Starosjedioci kučkih oblasti su se uglavnom bavili stočarstvom i živjeli polunomadskim načinom života. Bore se za bogate planinske pašnjake.

### 15. stoljeće
Osmanlije su zauzele Medun i Kuče 1455. godine. Od tada su nam poznate informacije od njima, jer tada počinje arhivska tradicija na Balkanu. Od prvih dana se bilježi prijelaz obitelji na islam. 
Među prvim povijesnim podacima o vjeroispovijesti plemena Kuča govore da su ispovijedali pravoslavnu inačicu kršćanstva. O tome nam govori ugovor iz rujna 1455. godine između Gornjozetskih poglavara (među kojima i Kučkih) i Mletačke republike, gdje se zahtijeva da nijedan biskup ili svećenik latinski ne može biti nad njihovim crkvama, već samo svećenstvo pravoslavne vjere.
Nakon zauzimanja Skadra i zetske ravnice 1479. godine, od Osmanlija, nastaju novi politički, ekonomski i poreski uvjeti koji uvjetuju stanovništvo najprije katunskih nahija na čvršće ujedinjenje i jačanju međusobnih saveza kroz plemenske zajednice.
Zato što su Kuči po osmanskom osvajanju pripojeni Skadarskom sandžaku, te prvi podatci o stanovništvu potječu iz popisa — deftera, koje su izvršile turske vlasti 1485. godine. Tako znamo da je po prvom popisu kučku nahiju činilo osam sela s 253 kuće. Već u drugom popisu iz 1497. godine, uočavaju se neki novostvoreni katuni (Lješevići, Petrovići i Pavlovići, Lopari, Banjevci i Koći), a broj kuća se povećao za 135 domaćinstava, ukupno 388 kuća.
Prvi muslimani Kuči
Spominje se iste 1485. godine da je Medunsku tvrđavu čuvalo oko 88 čuvara, od kojih je 50 bilo Kuča iz Meduna, na čelu s Hasan-begom. Najstarijim poznatim Kučom muslimanom (prije 550 godina).
Sljedeća skupina koja je primila islam, to je učinila na čelu sa Stanišom Crmojevićem, sinom crnogorskog vladara. To su učinili u Carigradu. Postoji usmena predaja da Banjkani u Zatrijebču također imaju Crnojevićko podrijetlo.

### 16. stoljeće
Tijekom 16. stoljeća, neke od najpoznatnijih uglednih kučkih obitelji primile su islam.
Godine 1565. Kuči su digli ustanak u savezu s Klimentima i Piperima, protiv Osmanskog carstva.
Od 388 kuća, 1570. godine, što zbog gubitka u borbama s Osmanlijama, iseljavanja i pomora od kuge, ostalo je oko 200 kuća.
Godine 1582., u popisu stanovništva Kučke nahije, koja je obuhvaćala 13 sela, većina imena su slavenska, ali su i ilirska imena jako česta.
Kuči su ratovali s Grudama, koje su i pobijedili.

### 17. stoljeće
U 17. stoljeću Kuči su se dijelili uglavnom na tri bratstva: Starokuči, Novokuči (Drekalovići) i Zatrijebčani
Prijelaz Drekalovića na pravoslavlje
Venecijanski svećenik Marino Bizzi je 1610. godine zapisao da su Kuči kršćani pola pravoslavne pola katoličke vjere. Kazao je da je to arnautsko pleme, koje su predvodili Lale Drekalov i Niko Rajkov, kao jako hrabro pleme s 1500 ljudi. Prijelazom Lala Drekalova s katoličke na pravoslavnu vjeru, proces formiranja pravoslavnih Kuča je također dobio i trajno povijesno utemeljenje.
Početak osmansko-kučkih ratova i zločin nad muslimanima Meduna
U 17. stoljeću se bilježi mnoštveno prihvatanje islama od Kuča.
Godine 1612. Kotoranin Marijan Bolica spominje da je u Medunu “200 vrlo ratobornih Turaka (Kuča muslimana)”, što ukazuje da je u Medunu te godine živjelo najmanje 500 muslimana.
Spominje se također u povijesnim izvorima da je u Medunu bilo oko 70 muslimanskih kuća.
Iste godine, kršćanski Klimenti, Kuči, Piperi i Bjelopavlići su poslali pismo francuskom i španjolskom kralju da im pomognu osloboditi se Osmanskog carstva, ali im se nisu odazvali.
Godine 1658., Kuči su u savezu s Vasojevićima, Bratonožićima, Piperima, Klimentima, Hotima i Grudama ponovno digli ustanak protiv Osmanskog carstva, koji je završen u korist Osmanlija.
Po nagovoru mletačkog providura iz Kotora i uz plaću koja im je obećana, 1688. godine Kuči su u savezu s Klimentima, Piperima, Grudama i Bratonožićima ponovno digli ustanak protiv Osmanlija i poveli žestoku bitku u mjestu Orlovo, kada su uništili vojsku Sulejmana paše Skadarskog.
Po pisanju popa Radonje Čejoviča, Stanka Ivanovog i Prela Popovića Drekalovića, Drekalovići su izvršili napad na tvrđavu Medun:
“Stavismo je pod našu vlast da je čuvamo na raspolaganju Presvijetle Republike Mletačke”.
Nakon toga su zauzeli Medun i zadobili veliki plijen. Veliki broj Kuča muslimana je pobijen i većina je protjerana. Spomenuti izvori kažu da je ubijeno 1500 muslimana (svega 500 su bili ratnici) i da je s tvrđave uklonjena muslimanska zastava i postavljena zastava Sv. Marka. Nakon čega je Iliković odmah pošao u Kotor po svoju obećanu plaću, koja mu je data, a Mlečani su zauzvrat dobili ključeve Medunske tvrđave.
Kuči su brojali oko 86 muslimanskih bratstava i raspršili se diljem teritorija bosanskog i drugih vilajeta koja im je bila prva na dohvat ruke. Naselili su Kolašin, Nikšić, Podgoricu, Spuž, Bijelo Polje, Berane, Pešter, Rožaje, Tutin  i Novi Pazar, zatim i Gusinje i Plav. Tada proces formiranje Bošnjaka Kuča je dobio svoje trajno povijesno utemeljenje.
Već nareDana 1689. godine, Osmanlije su ugušile ustanak, ali za muslimane Kuče nije bilo više života u Medunu, nakon bratoubilačkog zločina koji su im priredili kršćanski rođaci. Drekalovići su spalili i porušili cijelo muslimansko naselje i okolna sela, kako tvrdi prof. Marko Dragović ističući:
“... kako se Turci ne bi mogli ponovno naseliti”
U znak etničkog čišćenja u Medunu, Antonio Bolica iz Kotora je napisao:
“Uvijek sam uspio da ih (brdsko-malisorska plemena) držim pomoću cetinskog vladike i ostalih njihovih starješina u pokretu protiv Turaka, jer su oni ljudi na koje se može uticati. Naviknuti su na pljačkanje i na stalno prolivanje krvi. U pljačkama sam uvijek uspijevao da spojim neodlučne sa vještim, da bi dobili više hrabrosti.”
Godine 1694. Kuči u savezu s Hotima su pokrenuli još jedan neuspjeli ustanak protiv Osmanskog carstva.

### 18. stoljeće
Godine 1711. je načinjen genocid nad muslimanima Stare Crne Gore, poznat kao “Istraga poturica”.
Pravoslavizaciju Kuča potvrđuje i Skadarski biskup Antonio Vladanji, koji 1736. godine piše svojim nadređenim vatikanskim poglavarima:
„Kuči su, s izuzetkom koji sam spomenuo (u Zatrijepču) svi šizmatici. Veoma su plahoviti, žive od plijena i nikako neće da se potčine Turcima. Imaju 500 kuća i veliki su protivnici naše (katoličke) vjere”.
Godine 1774. Mehmed-paša Bušatlija iz Skadra je poveo rat protiv Kuča i Bjelopavića. U početku je poražen, ali je kasnije zauzeo Kuče i razorio ga. Rovčani su prihvatili kučke izbjeglice, a 20 godina kasnije, 1794. godine, Kuči i Rovčani uspjeli su ponovno pobijediti Osmanlije.
Kada je Bušatlija zauzeo Cetinje, poštedio je cetinjski manastir, kojeg su kasnije dinamitom minirali hajduci Zena Grbičića. Dr. Petrović je opisujući događaj napisao: “Ako je Sulejman paša postupio viteško, Mlečani su postupili nečasno i kukavički, jer su minirali manastir”.

### 19. – 20. stoljeće
Crnogorski zločin u Kučima
Dana 28. lipnja 1855. godine, Knez Crne Gore Danilo, naredio je istrjebljenje svih Kuča iz roda Drekalovića.
Godinu kasnije, vojvoda crnogorski Mirko, je također zauzeo Kuče i, po pisanju srpskih izvora, koja je po obimu, žrtvama, pljački, paljevinama i zločinu nadmašila sva Osvajanja koje su učinnili Osmanlije.
Priključenje pokretu Husein Kapetana
Kada je Husein kapetan, predvodeći ustanak za autonomijom Bosne, došao u Sandžak, pleme Kuča iz svih sandžačkih gradova mu se mnoštveno pridružilo, i to prvi oni iz Kolašina, 1827. godine.
Genocid nad Bošnjacima Kučima u Kolašinu i Nikšiću
U  crnogorskom napadu na Kolašin 28. srpnja 1858. godine, iako je razoreno naselje, džamija nije porušena, ali od tada započinje iseljavanja Kolašinaca koje će potrajati narednih 70 godina.
Godine 1862. Osmanlije su ponovno zauzele Kuče i Medun.
Od 1863. godine Kolašin se nalazio u sastavu Novopazarskog sandžaka, odnosno prijepoljskog kadiluka te je muslimansko stanovništvo obnovilo porušeno naselje i vratilo se u njega 1864. godine.
Godine 1875., Kuči su se pridružili ustancima diljem Balkana, protiv Osmanskog carstva, te ih je predvodio vojvoda Marko Miljanov Popović.
Nikšić je bio u opsadi od kolovoza 1875. godine, dakle dvije godine i jedan mjesec, i za to vrijeme je dva puta bio snabdijevan potrepštinama: 28. travnja 1876. godine od Muhtar-paše, i 15. lipnja 1877. godine od Sulejman-paše.
Hercegovački grad Nikšić 1876. godine naseljavali su 98% muslimani Bošnjaci, s velikim postotkom Kuča.
Novopazarski sandžak je 2. veljače 1877. godine izdvojen iz Bosanskog vijaleta, a Kučka oblast ulazi u sastav Crne Gore. Kolašin je Crnoj Gora okupirala 9. listopada 1878. godine. Crnogorci su bez prekida bombardirali Nikšić i hermetički ga izolirali. Smrtni udarac u razbijanju tvrdih zidina ovog muslimanskog grada nanijeli su teški topovi koje su Crnogorci dobili od Rusa. Predaja grada je izvršena 9. rujna 1877. godine, a knez je naredio Nikšićanima da sigurno napuste svoja ognjišta, i da se sele. Od 3.200 Bošnjaka koji su živjeli u ovome gradu samo je 30 njih dobilo dopusnicu za ostanak.
Godine 1879., u Bitci kod Nikšića, Kučka, Vasojevićka i Bratonožićka vojska predvođena Markom Miljanovom je poražena od vojske Ali-paše Gusinjskog.
Godine 1886., u proljeće, crnogorska vojska je zauzela kolašinska polja i pomakla granicu sve do Tare.
Zatrijebčani su 1907. godine pokrenuli ustanak protiv Osmanskog carstva i pobijedili u Bitci kod Lemaja. Nakon toga su opet Osmanlije pobijedili 1911. godine u Bitci kod Dečića.
Ubojstvo Boška Boškovića, načelnika kolašinskog okruga, koje se dogodilo u mjestu Ceru kod Mojkovca 7. studenoga 1924. godine a koje je pripisano Jusufu Mehonjiću, vođi sandžačkih komita bilo je povod za napad na muslimansko stanovništvo nekoliko dana nakon pokopa. Tada su stradali stanovnici Šahovića i Pavinog Polja. U jednom danu je ubijeno 350 Bošnjaka.

## Antropologija
Staro-Kuči
Staro-Kuči su bila zajednica većeg broja bistrih i složenih bratovština (klanova), u odnosu na Drekaloviće koji su tvrdili da su podrijetlom od jednog pretka. J. Erdeljanović je kod Staro-Kučima našao vrlo primjetne slučajeve spajanja različitih bratstava u jedno. Spajanje je bilo toliko konačno da mu je bilo teško označiti dijelove tih sastavljenih bratstava, „čak je i traženje u tom smjeru naišlo na osjetljivost pojedinaca“. Dolaskom Drekalovića, stare obitelji su se nazvali "Staro-Kuči". Od naseljenih bratstava Stare Kuče, najznačajniji su Mrnjavčići i predstavnici Starih Kuča. Mrnjavčići, najveće bratstvo Starih Kuča, 1941. godine brojili su 330 domaćinstava. Svi Stari Kuči imaju slavu Mitrovdana (Sv. Dimitrij).
J. Erdeljanović je zapisao podatke o svim Kučima, najupečatljiviji iz Kržana, Žikovića, Kostroviće, Bezihova, Kute, Podgrada i Lazorce. Sve ove pripovijesti slažu se da bratstvo Mrnjavčići potječe od Gojka, brata kralja Vukašina. Gojkovi potomci su bili prisiljeni napustiti Skadar otomanskom najezdom, te se nastaniti u Brštanu. 
Drekalovići
Drekalovići, zvani "Novo-Kuči", potječu od Drekala koji se naselilo u Kuče u drugoj polovici 16. stoljeća. Postoji nekoliko priča o njegovom podrijetlu: bio je to Mrnjavčić ili unuk Skanderbega ili da je došao iz Beriše. Po Marianu Bolizziju (1614.), Lale Drekalov i Niko Raičkov držali su 490 kuća Chuzzi Albanesi ("albanskih Kuča", sela pretežito rimokatoličke vjeroispovijesti), s 1.500 vojnika, opisanih kao "vrlo ratne i hrabre". Drekalovići, najveće Kučko bratstvo, brojili su 1941. blizu 800 domaćinstava, što je otprilike polovica svih Kuča. 
Zatrijebač
Zatrijebač (albanski: Trš) je podregija Kuča, koja se nalazi u "Kučijskoj granici" (Kučka krajina), koja također čine Orahovo, Koći i Fundinu.
Povijesno pleme Zatrijebača, kao i Hoti, vuku potomstvo od izvjesnog Keqa Preka.
Trieshi je bio poznat po pokretanju albanskog visokog ustanka protiv Osmanlija 1907. pobjedom u bitki kod Lemaje, ratovanju na rijeci Cemi, u kojoj je sudjelovalo 150 Tršjana. Po mještanima, jedino što je razdvojilo dvije sile je bio most preko Cemija. Ostale bitke koje su uslijedile u regiji uključuju Bitku kod Dečika (1911.).
Potomci obitelji Zatrijebač uglavnom naseljavaju grad Tuzi ili glavni grad Podgoricu, dok su mnogi drugi odselili u Sjedinjene Države.
Međimurski odnosi 
Vjeruje se i kroz narodno pripovijedanje da je Grča Nenadov iz Staro-Kuča imao brata Krstoa, koji je bio otac utemeljitelj Kastrata. Mnogi Mrnjavčevići prešli su na islam, među najznačajnijim Ganićima u Rožajama i Radonjičićima (danas Radončić) u Gusinju.
Jedna grana plemena Gashi, Bardhët (engleski: bijeli), spušta se iz Kuča.

## Demografija
U Kučima danas živi više od 15.000 stanovnika, s više od 3.000 kuća. U Sandžaku koji se nalazi na jugu Srbije živi (mnogo veći i veći broj) istaknutih brojki. 
Tri glavne etničke skupine nastanjuju: etnički Crnogorci, etnički Srbi (vidi Crnogorski Srbi) i etnički Bošnjaci, iako se to može smatrati jednim, jer se neke obitelji mogu politički podijeliti između tri, tj. S jednim bratom koji se odluči za crnogorski identitet, jedan Srbin, a treći Bošnjak.
Većina stanovnika današnjih Kuča su sljedbenici Srpske pravoslavne crkve, a manji broj ima muslimansku nacionalnost. U selu Koći postoji enklava rimokatoličkih Albanaca (Koja na albanskom).
Stanovnici su se dijelili u dvije različite skupine: Stari Kuči ("Starokuči") i Drekalovići / Novi Kuči. Na Stare Kuče uglavnom se smatra da je srpskog i bošnjačkog podrijetla i da su podrijetlom ili su se u ta naselja nastanili u vrijeme Srpskog carstva u 14. stoljeću. Novi Kuči (općenito nazvani "Drekalovići") su velika skupina klanova (bratstva) koji su formirani nakon 17. stoljeća i dijele legendarnog pretka - Drekala.

### Bošnjaci
Od pada Meduna pod tursku vlast, pa tokom 16. stoljeća, neke od najpoznatnijih kučkih obitelji primile su islam. Prema istraživanjima Jovana Erdeljanovića i prvi islamizirani Kuči bili su iz redova najviđenijih kučkih rodova.
Neki od njih su bili u pratnji Staniše, odnosno Skender-bega u Stambolu ;
- Jedan od četiri glavna ministra sultana Sulejmana II bio je Mustafa-paša, islamizirani Paštrović;

- Brat vojvode Radosava iz nahije Gornja Morača, zvao se Hamza i spominje se 1460. godine kao posjednik zemlje u selima Miločani i Onogošt.

U 17. stoljeću se bilježi mnoštveno prihvatanje islama od Kuča. spominje se u povijesnim izvorima da je u Medunu bilo oko 70 muslimanskih kuća, sve do trenutka dok u Medunu nije počeo građanski bratoubilački rat, koji su dobili Kuči pravoslavci i raselili Kuče muslimane.
- Spominje se kasnije da je iz bratstva Ljuce i Dakovići u Nikšiću u 18. stoljeću bilo oko 300 kuća.
- Zatim iz bratstva Koljenovići u Gusinju oko 150 kuća i Radončića od Vuješevića 70 kuća i brojna druga bratstva.
- Crni Vrh kod Berana je naselilo 50 muslimanskih kuća.
- Kolašin je naselilo oko 40 kuća Ganića Đurđevića.
- Zatim, stotine muslimanskih obitelji iz brojnih kučkih sela se preselio u Podgoricu ili njezino prigrađe.
- Brojne kučke muslimanske obitelji su naselile i Plav, Spuž, Peć, Rožaje, Tutin, Sjenicu i Novi Pazar.

Istraživač Theodor Iphen je opisivao sandžačke gradove, govoreći kako su neki sličniji albanskoj, a neki bosanskoj kulturi i mentalitetu. Za njega su Kolašinci bili sličniji onima u Bosni, ali su imali elemente koja je podsjećala na albansku kulturu:
Jedinu razliku i individualnost od ostalog, plemena bosanskog čine oni oko Kolašina. Kolašinci pokazuju svoju individualnost u svom karakteru načinu mišljenja, u običajima najposlije i u nošnji i drugim vanjštinama, te više naginju albanskim običajima.”
Pred kraj turske vlasti u ovom gradu bio je gradonačelnik poznati alhamijado pjesnik, hafiz Salih Gašević, u vrijeme kada je pisao svoje najpopularnije djelo Mevlud, u čijem uvodu kaže:
’Kad se nađoh u Kolašin kajmekam
znadem da sam puno nikas i ćelam,
moliše me kolašinski prviši:
Ti nama mevlud na bosanski napiši!’
Kuči muslimani su Sandžak počeli naseljavati od ranog doba osmanske vladavine. Među najstarijima su oni na Pešteru u okolici Đerekara. Kuči su osnivači modernog Tutina i Rožaja. Utjecajem kučkih obitelji u Plavu i Gusinju na tom pograničnom području, s Albanijom i Kosovom i velikim postotkom stanovništva doseljenog sa sjevera Albanije, je bošnjački jezik prevladao nad albanskim. Tijekom 19. stoljeća, Sandžak su preplavile izbjeglice iz Kolašina i Nikšića, među kojima su najbrojniji bili oni roda Kuča. Kuči muslimani jako rano osjećali su se dijelom bošnjačkog identiteta, za razliku od Klimenti. Iako dijele slično zamljopisno i genetsko podrijetlo.
Kako navode albanski izvori, Klimente na Pešteru su s albanskog jezika postepeno prešle na bošnjački jezik (sandžačka inačica; Kuči su svoj jezik nazivali “naški”) pod utjecajem, kako sami kažu “snaha Bošnjakinja” koje su svoj materinski govor prenosile na djecu. Te snahe Bošnjakinje su najviše bile iz roda Kuča. Također, Kuči podrijetlom iz Nikšića i Kolašina su u sebi noslili tipični bošnjački identitet. Kuči u Sandžaku su podržali u velikom broju pokret za autonomiju Bosne predvođen Husein kapetan Gradaščevićem i sudjelovali su u bitki 18. srpnja 1831. godine na Kosovu protiv Osmanske vojske u kojoj je bošnjačka vojska pobijedila. Kada je Husein kapetan prošao kroz Novo Pazar i krenuo ka Kosovu, na izlazu, u naselju Banja je kazao: “Ovdje se nalazi kapija Bosne”. Slomom pokreta Husein kapetan Gradaščevića, veliki broj sandžačkih Kuča je stradao u osveti Omer paše Latasa.
Godine 1878. Sandžak se odvaja od Bosne, što je teško palo stanovnicima Sandžaka. Godine 1912. Kuči, kao i ostali branitelji Sandžaka, su neuspješno obranili Sandžak od srpsko-crnogorske okupacije. Pet godina kasnije, 1917. godine, u Sjenici se održava Sjenička konferencija u kojoj su gradonačelnici većine sandžačkih gradova tražili ponovno pripajanje Sandžaka Bosni.
Dana 6. listopada 1912. godine Vojska Kraljevine Crne Gore zauzela Plav i Gusinje – čiju su većinu činili Kuči i na silu pokrštava muslimane – 12.000 muslimana su dobila nametnuta hrišćanska imena i bio je zabranjen obilaz džamija.
Godine 1943. Kuči iz Kladnice, Peštera, Tutina i Rožaja, organizirani u musliamnske milicije, su se hrabo borili protiv četničkih odreda koji su činili zločine diljem Sandžaka, sve do partizanske okupacije Sandžaka 1945. godine.

### Kuči Srbi
Pravoslavni Kuči, koji su jako rano prihvatili pravoslavnu inačicu kršćanstva, su se okrenuli srpskom nacionalnom identitetu, iako su živjeli zajedno s Kučima katoliicima koji su se osjećali Albancima. Sa svojim susjedima Albancima Kučima i drugim arbanaškim plemenima su imali prilično dobar odnos i zajedno su se borili protiv Osmanlijske vlasti. 
Kučko-srpsko neprijateljstvo prema Osmanlijama nije prestajalo ravno 300 godina, od prvog ustanka u 16. stoljeću do oslobođenja od Osmanlija krajem 19. stoljeća. Najpoznatiji Kuč Srbin je Marko Miljanov koji je poveo, kako je sam govorio “Brđane i Crnogorce” u pobjedu protiv Osmanlija. Prekretnica je bila bitka na Fundini. Marko Miljanov je pokušao osvojiti Plav i Gusinje, ali su ga vojske Ali paše Gusinjskog potukle na Nokšiću.
Kao Crnogorci se uglavnom izjašnjavaju Kuči doseljeni u crnogorske gradove.

### Kuči Albanci
Kuči Albanci su se izjasnili svi oni koji su zadržali svoju katoličku vjeru, ilirski jezik u Crnoj Gori i Albaniji, kao i Kuči muslimani koji su migrirali na albansko govorno područje.

### Turci
Veliki broj Bošnjaka Kuča podrijetlom iz Sjenice, Tutina, Rožaja, Kolašina, Nikšića, Podgorice živi danas u Turskoj. Iseljavanje je teklo od 1680. do 1970. godine. Većina se danas izjašnjava kao Turci i manjina je svjesna svog bošnjačko sandžačkog identiteta. 

## Genetika
Stanovnici koji trenutačno žive u podregiji Kuči testirani su na Yfull institutu TRMCA 800 i otkrili su da imaju zajedničkog pretka koji je živio početkom 13. stoljeća. To odgovara dobu kada je živio jedan od najistaknutijih Starih Kučija, Nenad Mrnjavčević. Najčešća Y-DNA haplogrupa koja je prevladavala među današnjim Kučima, kao i onima koji su prešli na Sandžak i Kosovo; pripadaju haplogrupi E-V13 (E-BY165837).    
Iako većina današnjih Kučija pripada haplogrupi E-V13, prema bošnjačkom DNK projektu manjina pripada drugim haplogrupama, poput R1a, I2a i R1b.    
Po prikazanoj ruti migracije E-BY165837, pridruženi predak je živio prije 3300 godina, prostirući se u Istočnoj i Zapadnoj Europi, s egzistencijalnim epicentrom u Alpama.
Po dva prediktora migracija koja su danas raspoloživa istraživačima, doseljavanje E-BY165837 – Roda Kuča je moguće u sljedećim vremenskim epohama:
1. Doseljavanje iz Keltske kulture na Balkan u razdoblju kada nastaje Ilirija oko 900. godine prije nove ere. U prilog ovoj tezi govori rasprostranjenost potomaka E-Z16661 koja se poklapa s teritorijima do kojim su stigli indoeuropski Kelti.
2. Doseljavanje u vrijeme Ilirije ili Rimskog carstva iz pravca Italije kao što predviđa Phylogeographier. U prilog ovoj tezi govori to što je u Europi srodnik pronađen isključivo na Sardniji, koje je bilo genetski prilično izolirano ostrvo.

Prema genetičkim istraživanjima Ivana Vukičevića (2016. – 2019.), većina današnjih stanovnika podregije Kuči pripada spomenutoj haplogrupi koja se može vidjeti na Y-DNA karti ispod (poreklo.rs).

Evidentna migracija pridružene haplogrupe podudara se s povijesnom migracijom muslimana iz podregije Kuči Crne Gore, u Sandžak koji se nalazi na jugu Srbije. To se može vidjeti na Y-DNA karti (ispod) iz ranije navedenog projekta bošnjačke DNK.
Od 14. prosinca 2019. godine izvadak iz bošnjačkog DNA projekta prezimena i mjesta podrijetla koja nose E-BY165837 haplogrupu.
tablica ispod, odgovara Y-DNA karti Sandžaka (gore).
| Prezime     | Izvorna Lokacija                                          | Trenutačna Lokacija              |
| ----------- | --------------------------------------------------------- | -------------------------------- |
| Đurđević    | Kolašin/CG                                                | Prijepolje/Sandžak/SRB           |
| Podbićanin  | Podbišće/Kolašin/CG                                       | Brvine/Prijepolje/Sandžak/SRB    |
| Ademović    | Bećiragić - Rožaje/Sandžak/CG; Kuč - Orahovo/Podgorica/CG | Mitrova/Tutin/Sandžak/SRB        |
| Kučević     | Kuči - Medun/Podgorica/CG                                 | Žabren/Sjenica/Sandžak/SRB       |
| Halilović   | Kuči - Medun/Podgorica/CG                                 | Đerekare/Tutin/Sandžak/SRB       |
| Duljević    | Dulja - Đerekare/Tutin/Sandžak/SRB                        | Međugor/Sjenica/Sandžak/SRB      |
| Bačevac     |                                                           | Sebečevo/Novi Pazar/Sandžak/SRB  |
| Radončić    | Vujošević - Orahovo/Podgorica/CG                          | Gusinje/Sandžak/CG               |
| Nikočević   | Kuči Mrnjačevići - Zatrijebač/Podgorica/CG                | Gusinje/Sandžak/CG               |
| Redžović    | Kaljić? - Kolašin/CG                                      | ?                                |
| Hadžibulić  | Trebaljevo/Kolašin/CG                                     | Novi Pazar/Sandžak/SRB           |
| Ibrahimović | Kaljić - Kolašin/CG                                       | Kaljin/Leposaviće/Kosovo         |
| Bihorac     | Ljaljević - Kolašin/CG - Zakuče/Bijelo Polje/Sandžak/CG   | Delimeđe/Tutin/Sandžak/SRB       |
| Fehratović  | Martinovići - Kolašin/CG                                  | Brezovica/Novi Pazar/Sandžak/SRB |
| Viličić     | Preljević - Kolašin/CG                                    | Bjelahova/Prijepolje/Sandžak/SRB |
| Doljanac    | Kolašin/CG?                                               | Doljani/Novi Pazar/Sandžak/SRB   |
| Tarić       | Karović - Kolašin/CG                                      | Kladnica/Sjenica/Sandžak/SRB     |
| Toković     | Kladnica/Sjenica/Sandžak/SRB                              | Vrhsjenice/Sjenica/Sandžak/SRB   |
| Tekbaş      | Adilović - Bistrica/Bijelo Polje/Sandžak/CG               | Istanbul/Turska                  |
| Ljuca       | Nikšić/CG                                                 | Bijelo Polje/Sandžak/CG          |
| Šutković    | Kuči - Medun/Podgorica/CG                                 | Radetina/Rožaje/Sandžak/CG       |
| Kučević     | Kuči - Medun/Podgorica/CG                                 | Raduša/Tutin/Sandžak/SRB         |
| Mujović     | Koča                                                      | Jerebice/Tutin/Sandžak/SRB       |
| Rahić       | Đukić, Vasojević                                          | Trijebine/Sjenica/Sandžak/SRB    |
| Kačapor     | Kačapore/Rožaje/Sandžak/CG                                | Orlje/Tutin/Sandžak/SRB          |
| Gusinac     | Alijagić - Gusinje/Sandžak/CG                             | Novi Pazar/Sandžak/SRB           |
| Madžgalj    | Kuči - Podgorica/CG                                       | Novi Pazar/Sandžak/SRB           |
| Olević      | Ciriković                                                 | Plav/Sandžak/CG                  |
| Planić      | Plana/Kolašin/CG                                          | Potok/Prijepolje/Sandžak/SRB     |
| Radonjica   |                                                           | Gorandža/Novi Pazar/Sandžak/SRB  |
| Cama        |                                                           | Brodarevo/Prijepolje/Sandžak/SRB |
| Mehović     | Kuči - Medun/Podgorica/CG                                 | Bor/Petnjica/Sandžak/CG          |
| Zećirović   | Laholo/Bijelo Polje/Sandžak/CG                            | Vitomirica/Kosovo                |
| Smajović    | Ljumić                                                    | Draževiće/Sjenica/Sandžak/SRB    |
| Bandić      | Ljaljević - Kolašin/CG > Kukulje/Bijelo Polje/Sandžak/CG  | Radavac/Peć/Kosovo               |
| Skarep      | Skarepača/Rožaje/Sandžak/CG                               | Pokrvenik/Tutin/Sandžak/SRB      |

Ostali testirani, pripadaju haploskupinama R1a, R1b and I2a i dolje su:
| Prezime  | Izvorna Lokacija                              | Trenutačna Lokacija               | Haploskupina |
| -------- | --------------------------------------------- | --------------------------------- | ------------ |
| Zukorlić | Kuči/ Zuko iz Gusinje/Sandžak/SRB             | Orlje/Tutin/Sandžak/SRB           | R1b          |
| Balkan   | Kuči/ Biševo/Rožaje/Sandžak/SRB               | Bisevo                            | R1b          |
| Redžović | Kuči/ Biševo/Rožaje/Sandžak/SRB               | Novi Pazar/Sandžak/SRB            | R1b          |
| Biševac  | Kuči / Biševo/Rožaje/Sandžak/SRB              | Novi Pazar/Sandžak/SRB            | R1b          |
| Čolović  | Biševac, Kuči / Biševo/Rožaje/Sandžak/SRB     | Biševo/Rožaje/Sandžak/CG          | R1b          |
| Zilkić   | Kuči / Radislav iz Dobrinje/Tutin/Sandžak/SRB | Oraše/Tutin/Sandžak/SRB           | R1b          |
| Kuč      | Kuči / Medun, CG                              | Tutin/Ljeskova/Sandžak/SRB        | R1a          |
| Gojak    |                                               | Gojakoviće/Prijepolje/Sandžak/SRB | I2a          |

## Genetika (podrijetlo i pretpostavke)
Smatra se da je zajednički predak haloskupine E-V13 Vukašin Mrnjavčević, temeljen na sljedećim pretpostavkama: -
1. Knjiga koju je napisao Marko Miljanović pod naslovom „pleme Kuča“ u kojoj on povezuje izravne potomke Gojka Mrnjavčevića i kasnije Đurđe Pantine, lokalnim obiteljima i plemenima-muškarcima.
2. Svaki je potomak Đurđa Pantina testiran, a njihov Y-DNA test u skladu je s haploskupinom E-BY165837, odnosno Đurđevići iz Prijepolja, čija migracija navodno potječe iz Meduna i nastavlja prema Kolašinu, pa i šire.
3. Bratstvo Vujoševići je iz istog obiteljskog stabla kao i ugleDana muslimanske obitelji u Gusinju, odnosno Koljenovići čija proširena obitelj obuhvaća Rašeće, Malagiće, Zukoviće, Avdiće i Radončiće.
4. Vujoševići su u srodstvu s Milijom, ko je Đurđov sin, jedan od nećaka Nenada Mrnjavčevića.
5. Obiteljske loze i točke konvergencije obiteljskog stabla ne temelje se ovdje, recimo, i slabo čuvanim i pisanim povijesnim zapisima među disidentima koji su uglavnom bili nepismeni poljoprivrednici i ljudi s brda.
6. Genetska ispitivanja izvršena između 2006. – 2019. Godine mogu se koristiti kao referentna točka za formiranje povijesne perspektive demografske situacije prije 750 godina kada se rodio Vukašin Mrnjavčević.
7. Dovoljan je jedan legitimni izvor kao referentna točka, izuzev ostalih arhivskih tradicija, koje nisu postojale prije nego što su Osmanlije 1455. uvele defter.
8. Malo je, da ne bude zabune, među nepismenim disidentima između kuće Mrnjavčevića i kuće Đurađa I Balšića koji su također imali sinove Đurađa (nelegitimne), Ivana i Gojka koji su 1444. godine bili među osnivačima Ležeške lige.
9. Vukašin Mrnjavčević nije pripadao istoj očinskoj lozi kao u ostalim slavenskim plemićkim obiteljima (s pripadnicima haploskupina I2a i R1a).
10. Obitelj Mrnjavčević nije bila slavenizirana kao ostalo albansko i rodno pleme u regiji.

Arhivski podatci s osmanlijskog područja opisuje postojeće stanovnike koji žive u regiji. To je prije protjerivanja obitelji Mrnjavčević iz Skadra, te njihovog doseljavanja u nove krajeve. Kao takav, mora tražiti:
1. Jesu li se doselili i plemići i obični ljudi, ili su to bili obični ljudi?
2. Da li je očinski rod zamijenjen s osnivanjem bratstva Staro-Kuča, kad je postalo "toliko konačno da im je bilo teško obilježiti dijelove pojedinih sastavnih bratstava".

Osmanski podatci navode i rane muslimanske obitelji koje su živjele u Medunu u vrijeme nastanka osmanske administrativne vladavine u regiji. Te su se obitelji počeli doseljavati prema današnjem području Peštera prema kraju 14. stoljeća. Ovo ukazuje na činjenicu da su i drugi Staro-Kuči živjeli u regiji, mnogo prije dolaska obitelji Mrnjavčević.
Jedna od obitelji testirana iz Ljeskova, koja se nalazi u regiji Pešteri nosi prezime Kuč, i testiran je da pripada slavenskoj haplogru R1a-M198. Njihovo obiteljsko stablo prilično je dobro dokumentirano, s više od 950 imena potiče iz 10 generacija.
Ispitan je još jedan srpski gospodin koji tvrdi da je potomak klana Stari Kuči (sa slavom Svetog Dimitrija) i pripada haploskupini R1a-M198. Angažirao je liječnika koji je istraživao iz područja medicinske genetike i ćelijske biologije o preciznom podrijetlu svoje haplogrupe. Angažirao je i povjesnika, koji je njihovu obitelj povezao s potomcima obitelji Mrnjavčević.
U kontekstu dobro dokumentiranih promjena stanovništva, i očigledne migracije albanskih plemena u Crnu Goru, Južnu Srbiju i Kosovo; može li se današnji demografski status quo zaista upotrijebiti kao referentna točka za definiranje baštine predaka?
U samo posljednjih 100 godina, albansko stanovništvo je dva puta preraslo druge etničke skupine. Na mjestima poput Kosova, Albansko stanovništvo je poraslo sa 65% 1921. na 92% u popisu stanovništva iz 2011. godine.
Dečanske krizogle (1321. – 31.) srpskog kralja Stefana Dečanskog sadrže detaljnu listu domaćinstava i sela u Metohiji i sjeverozapadnoj Albaniji. Prva povelja zaključuje da je ovaj kraj bio etnički srpski. Zabilježeno je 89 naselja s 2.666 domaćinstava, od čega 86 srpskih (96.6%), a 3 albanska (3.3%); bilo je 2.166 stočarskih domaćinstava od 2.666 poljoprivrednih domaćinstava, od čega su 2.122 bila srpska (98%), a 44 su bila albanska (2%). 
Na temu navodnog albanskog jezičkog podrijetla plemena Kuci, povezana tvrdnja mora se promatrati i kroz dijalektički diskurs i inačicu u izgovoru riječi "crveno" (i kuqi) na albanskom.
Toski (Južni Albanci) izgovaraju 'q' kao 'gj' time što je to palatni zvuk (izgovara se jezikom koji dodiruje nepce). Zvuči kao stapanje albanskih zvukova 't' i 'j' (slično kao 'đ' u Srbiji, Bosni i Hrvatskoj).
Gegi (plemena sjevernih Albanaca), izgovaraju 'q' kao 'ć', što zvuči kao slavenski ekvivalent.
Jednostavna referentna točka su asimilirana plemena, koja mijenjaju ili dodaju 'ć' ili 'č' na kraju svojih prezimena, kako bi se razlikovala s Albancima, of istog podrijetla.  Na primjer Gegi (albanski), a Gegić (slavenski).
S toliko prevladavajućih pretpostavki, čini se da pravi očinski predak današnjih Kučija nije poznat. Stoga je pretpostavljeno tvrditi da su većina Starih Kuča i današnji testirani stanovnici izravni potomci Nenada Mrnjavčevića.